# 風花 (2001年の映画)
『風花』（かざはな）は、鳴海章による日本の恋愛小説。1999年6月11日に講談社より刊行された。
恋人から別れを告げられ会社からリストラ宣告を受けた男と風俗嬢の女、希望を失い自暴自棄となった2人がひょんなことから一緒に北海道へ行くこととなり、旅を通じて人生を取り戻していく姿を描く。
相米慎二監督により2001年に映画化された。

## 書誌情報
- 風花（1999年6月11日、講談社、ISBN 978-4-06-209684-3）
- 風花（2000年12月8日、講談社文庫、ISBN 978-4-06-273018-1）

## 映画
『風花』（かざはな）は、2001年1月公開の日本映画。同年の9月に他界した相米慎二監督の遺作となった。製作はビーワイルド、テレビ朝日、TOKYO FM。配給はシネカノン。原作は鳴海章の同名小説であり、北海道を舞台としたロードムービーとなっている。主演は小泉今日子と浅野忠信。

### あらすじ
文部省高級官僚の澤木廉司（れんじ）は満開の桜の木の下で目を覚ますが、二日酔いの中、隣の女が誰かも思い出せない。彼は泥酔してコンビニで万引きをした事が週刊誌ネタになって、自宅謹慎を命じられていた。酔っ払った勢いで、北海道に帰郷するという女に同行すると約束してしまっていた。父親から故郷の佐賀には戻ってくるなと言われ、また付き合っていた女性・美樹からも別れを告げられ、行くあてのない廉司は、結局約束通り女に同行することにして、酒に酔ったまま空港で女と再会する。
こうして二人は車を借りて北海道を一緒に旅することになった。女はレモン（本名は富田ゆり子）というピンサロ嬢で、幼い一人娘の香織を北海道の母親のもとに残して5年間ぶりに会いに行くところだった。レモンは結婚していたが、香織が生まれて間もない頃に、独立して事業を興そうとしていた夫が多額の借金を残して交通事故で死んでしまったため、返済のために東京に出てきたのであった。レモンは、寺の住職を務める僧侶と再婚した母親のもとを訪ねるが、母親夫婦に反対されて娘に会うことは叶わなかった。一方、廉司の方は東京の上司からの電話で一方的に解雇を言い渡されてしまう。
夕食にジンギスカン料理を食べていた店で、廉司が北海道の悪口を言うのに腹を立てた客が暴行に及び、廉司は額に怪我をする。人気のない診療所に忍び込んで、レモンが手当をする。
行くあてのなくなった二人はピンク色のレンタカーで雪山の方へと向かう。まだ雪深い山奥に一見の山荘を見つけて、泊めてもらうことにする。食堂で知り合った男から、レモンは女性経験の少ない男に手ほどきをしてやってくれと頼まれる。レモンは拒絶しようとするが、廉司は自ら部屋を出ていきソファーで夜を過ごす。未明に部屋に戻るがレモンがいないことに気づいた廉司は、レモンがかつてピンサロで語っていたように、睡眠薬を飲んで雪の中での自殺を図ろうとしていると気づき、山荘の外の雪山へとレモンを探しに行く。暗闇の中で、廉司は間一髪、睡眠薬で意識朦朧とするレモンを見つけて介抱し、麓の農場の廃屋まで担いでいく。夜が明けて、一命をとりとめたレモンは廃屋の中で廉司と抱擁する。
レモンは母親夫婦から勧められたように、北海道に戻って香織と共に暮すことを決め、香織のいる寺にまで車で戻る。ようやく5年ぶりの再会を果たす母娘の姿を廉司は車のサイドミラーから眺めていた。

### キャスト
- 冨田ゆり子（レモン）：小泉今日子
- 澤城廉司：浅野忠信
- 美樹：麻生久美子
- ゆり子の母：香山美子
- 風俗店店長：尾美としのり
- 廉司の上司：小日向文世
- 廉司の父：寺田農
- 温泉宿の親父：柄本明
- 温泉宿のおっさん：綾田俊樹
- 温泉宿の若い男：酒井敏也
- 住職：高橋長英
- 隣席の男：木之元亮
- 冨田香織：山本真亜子
- 冨田重之：鶴見辰吾（友情出演）
- 空港の芸能人：椎名桔平（友情出演）
- カエルの声：笑福亭鶴瓶（声の出演）

### スタッフ
- 監督：相米慎二
- 原作：鳴海章
- 脚本：森らいみ
- 撮影：町田博
- 美術：小川富美夫
- 照明：木村太朗
- 編集：奥原好幸
- 音楽：大友良英
- 選曲：浅梨なおこ
- タイトルデザイン：葛西薫
- 現像：IMAGICA
- スタジオ：日活撮影所
- 製作者：若杉正明、早河洋
- 企画：木村純一、古川一博
- プロデューサー：椎井友紀子
- 特別協賛：志摩機械株式会社
- 企画協力：有限会社ムスタッシュ

### 映画祭
- 2000年トロント国際映画祭正式招待作品
- 2000年プサン国際映画祭正式招待作品
- 2000年ベルリン国際映画祭正式招待作品